# Новіград-Подравський
46°04′ пн. ш. 16°57′ сх. д. / 46.07° пн. ш. 16.95° сх. д.
Новіград-Подравський (хорв. Novigrad Podravski) – громада і населений пункт в Копривницько-Крижевецькій жупанії Хорватії.

## Населення
Населення громади за даними перепису 2011 року становило 2 872 осіб. Населення самого поселення становило 1 914 осіб.
Динаміка чисельності населення громади:
Динаміка чисельності населення центру громади:

## Населені пункти
Крім поселення Новіград-Подравський, до громади також входять:
- Боровляни
- Делові
- Явороваць
- Плавшинаць
- Срдінаць
- Влаїслав